# 삼각산중학교
삼각산중학교(三角山中學校)는 대한민국 서울특별시 강북구 미아동에 있는 공립 중학교로, 2003년에 개교되었다.

## 학교 연혁
- 2003년 1월 6일 : 삼각산중학교 설립 인가
- 2003년 3월 1일 : 초대 박수환 교장 취임
- 2003년 3월 3일 : 제1회 입학식(308명)
- 2015년 5월 10일 : 수오산방(옥상 정원 및 야외 학습장) 개관
- 2016년 9월 1일 : 제5대 이재경 교장 취임
- 2018년 1월 11일 : 제13회 졸업식(355명 졸업, 총 4,628명)
- 2018년 3월 2일 : 제16회 입학식(11학급)
- 2018년 9월 3일 : 제6대 교장 취임
- 2021년 9월 1일 : 제7대 류민석 교장 취임
- 2023년 2월 9일 : 제18회 졸업식(325명 졸업, 총 6,313명)
- 2023년 3월 2일 : 제21회 입학식(12학급)

## 참고 자료
- 삼각산중학교 - 한국교육학술정보원 학교알리미